# Joseph J. Kelly

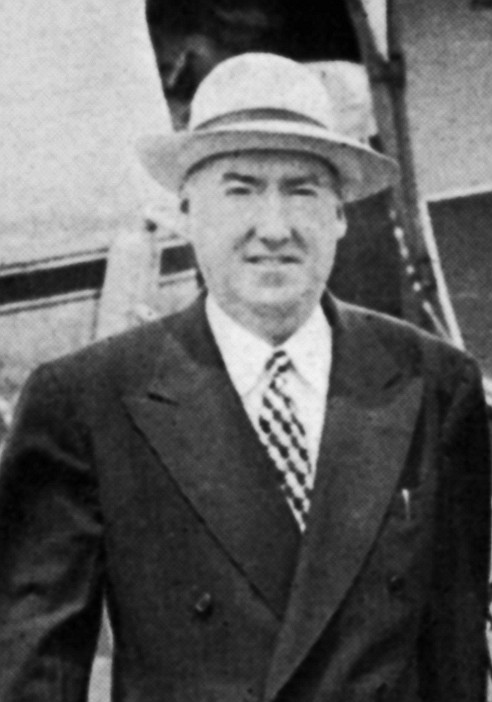
Juni 1943

Joseph James Kelly (* 5. Juli 1897 in Buffalo, New York; † 6. Juli 1963 ebenda) war ein US-amerikanischer Politiker irischer Abstammung der Demokratischen Partei. Von 1942 bis 1945 war er Bürgermeister von Buffalo, New York.
Sein Vater war der Gründer der American Body Company, welche die Karosserien für die Thomas- und Pierce-Arrow-Automobile herstellte, und lokaler demokratischer Politiker.
Kelly diente mit einer Ausbildungseinheit im Ersten Weltkrieg und studierte dann Rechtswissenschaften an der University at Buffalo, wo er 1920 seinen Abschluss machte. Er war mehrere Jahre als Prozessanwalt tätig, bevor er 1933 mit Unterstützung der Demokratischen Partei für das Stadtgericht kandidierte. 1937 wurde ihm die Möglichkeit geboten, für das Bürgermeisteramt zu kandidieren, aber er lehnte ab. 1940 wurde Kelly erneut zur Kandidatur für das Bürgermeisteramt eingeladen und diesmal nahm er an. Die Vorwahlen fanden am 16. September 1941 statt und Kelly besiegte den ehemaligen Bürgermeister Frank Schwab. Bei einer zweiten Wahl am 5. November 1941 besiegte Kelly Fisher in einem knappen Rennen und am 31. Dezember trat er sein Amt an. Seine Amtszeit blieb weitgehend ereignislos bis zum 2. Januar 1945, als es in der Stadt einen schrecklichen Sturm gab.